# Премия Кампьелло
Премия Кампьелло (итал. Premio Campiello) — престижная итальянская литературная премия. Вручается ежегодно с 1963 года.

## Название
В итальянском языке слово campiello является уменьшительным от campo. В отличие от других городов, где для обозначения площади используется слово piazza, в Венеции для этого служит слово campo. То есть campiello — это маленькая площадь.

## Лауреаты
- 1963 — Примо Леви «Перемирие» / La tregua — Einaudi
- 1964 — Джузеппе Берто Il male oscuro — Rizzoli
- 1965 — Марио Помилио La compromissione — Vallecchi
- 1966 — Альберто Бевилакуа Questa specie d’amore — Rizzoli
- 1967 — Луиджи Сантуччи Orfeo in Paradiso — Mondadori
- 1968 — Иньяцио Силоне «Судьба одного бедного христианина» / L’avventura di un povero cristiano — Mondadori
- 1969 — Джорджо Бассани «Цапля» / L’Airone — Mondadori
- 1970 — Марио Сольдати «Актёр» / L’attore — Mondadori
- 1971 — Джанна Манцини Ritratto in piedi — Mondadori
- 1972 — Марио Тобино Per le antiche scale
- 1973 — Карло Сгорлон Il trono di legno — Mondadori
- 1974 — Стефано Терра Alessandra — Bompiani
- 1975 — Станислао Ньево Il prato in fondo al mare — Mondadori
- 1976 — Гаэтано Тумиати Il busto di gesso — Mursia
- 1977 — Саверио Страти Il selvaggio di Santa Venere — Mondadori
- 1978 — Джанни Гранцотто Carlo Magno — Mondadori
- 1979 — Марио Ригони Стерн Storia di Tönle — Einaudi
- 1980 — Джованни Арпино Il fratello italiano— Rizzoli
- 1981 — Джезуальдо Буфалино Diceria dell’untore — Sellerio
- 1982 — Примо Леви «Если не сейчас, то когда?» / Se non ora quando? — Einaudi
- 1983 — Карло Сгорлон La conchiglia di Anataj — Mondadori
- 1984 — Паскуале Феста Кампаниле «Ради любви, ради одной любви»/ Per amore, solo per amore — Bompiani
- 1985 — Марио Бьонди Gli occhi di una donna — Longanesi
- 1986 — Альберто Онгаро La partita — Longanesi
- 1987 — Раффаэле Нигро I fuochi del Basento — Camunia
- 1988 — Розетта Лой Le strade di polvere — Einaudi
- 1989 — Франческа Дуранти Effetti personali — Rizzoli
- 1990 — Дачия Мариани La lunga vita di Marianna Ucrìa — Rizzoli
- 1991 — Изабелла Босси Федриготти Di buona famiglia — Longanesi
- 1992 — Серджо Мальдини La casa a Nord-Est — Marsilio
- 1993 — Раффаэле Кров La valle dei cavalieri — Mondadori
- 1994 — Антонио Табукки «Утверждает Перейра» / Sostiene Pereira — Feltrinelli
- 1995 — Маурицио Маджани Il coraggio del pettirosso — Feltrinelli
- 1996 — Энцо Беттица Esilio — Mondadori
- 1997 — Марта Мораццони Il caso Courrier — Longanesi
- 1998 — Чезаре Де Марки Il talento — Feltrinelli
- 1999 — Эрманно Реа Fuochi fiammanti a un’hora di notte — Rizzoli
- 2000 — Сандро Веронези «Сила прошлого»/ La forza del passato — Bompiani
- 2001 — Джузеппе Понтиджа «Рождённые дважды» / Nati due volte — Mondadori
- 2002 — Франко Скалья Il custode dell’acqua — Piemme
- 2003 — Марко Сантагата Il Maestro dei santi pallidi — Guanda
- 2004 — Паола Мастрокола Una barca nel bosco — Guanda
- 2005 — Пино Ровередо Mandami a dire и Антонио Скурати Il sopravvissuto — Bompiani
- 2006 — Сальваторе Ниффои La vedova scalza — Adelphi
- 2007 — Мариолина Венеция Mille anni che sto qui — Einaudi
- 2008 — Бенедетта Чибрарио Rossovermiglio — Feltrinelli
- 2009 — Маргарет Мадзантини Venuto al mondo — Mondadori
- 2010 — Микела Мурджа Accabadora
- 2011 — Андреа Молезини Non tutti i bastardi sono di Vienna
- 2012 — Кармине Абате La collina del vento
- 2013 — Уго Риккарелли L’amore graffia il mondo
- 2014 — Джорджо Фонтана Morte di un uomo felice
- 2015 — Марко Бальцано L’ultimo arrivato
- 2016 — Симона Винчи La prima verità
- 2017 — Донателла Ди Пьетрантонио L’Arminuta
- 2018 — Розелла Посторино Le assaggiatrici
- 2019 — Андреа Тараббиа (ит.) за роман «Madrigale senza suono» (рус. Беззвучный мадригал)
- 2020 — Ремо Рапино (ит.) за роман «Vita, morte e miracoli di Bonfiglio Liborio» (рус. Жизнь, смерть и чудеса Бонфильо Либорио)
- 2021 — Джулия Каминито (ит.) за роман «L’acqua del lago non è mai dolce» (рус. Озёрная вода не бывает сладкой)